# 관대초등학교
관대초등학교는 대한민국 충청남도 아산시 둔포면 산전리에 있는 공립 초등학교이다.

## 학교 연혁
- 1934년 4월 2일: 둔포공립보통학교 부설 관대간이학교 설립 인가
- 1944년 4월 1일: 둔포국민학교 관대분교장 승격
- 1949년 9월 1일: 관대국민학교 개교
- 1956년 9월 1일: 관대리에서 산전리로 이전
- 1984년 3월 10일: 관대국민학교 병설유치원 개원(1학급)
- 1996년 3월 1일: 관대초등학교로 개명
- 2017년 3월 1일: 초등학교 일반학급 6학급, 다문화 1학급, 유치원 1학급 편성. 다문화 예비학교 운영

## 참고 자료
- 관대초등학교 - 한국교육학술정보원 학교알리미